# (13717) Vencill
(13717) Vencill (1998 QM42) – planetoida z pasa głównego asteroid okrążająca Słońce w ciągu 3,45 lat w średniej odległości 2,28 j.a. Odkryta 17 sierpnia 1998 roku.